# Праздники Чувашии
В Чувашской Республике, помимо общероссийских праздников существует более десяти праздников связанных как с официальными символами Чувашской республики, так и праздников отмечаемых чувашским народом с древности (некоторые из них сейчас отмечаются только в деревнях).

## Список праздников

### Январь
- 5-е воскресенье января — День чувашской печати.

### Апрель
- 25 апреля — День чувашского языка. Отмечается в день рождения Ивана Яковлевича Яковлева, выдающегося деятеля культуры и просвещения чувашского народа, создателя современной чувашской письменности. Учрежден постановлением Президиума Верховного Совета Чувашской Республики от 9 апреля 1992 года[2].
- 29 апреля — День государственных символов Чувашской Республики: государственного герба, флага и гимна Чувашской республики.

### Май
- Акатуй (праздник плуга) — праздник начала посевных работ.

### Июнь
- 24 июня — День Чувашской Республики — главный праздник Чувашской Республики, отмечается с 1995 года.
- Симек — непосредственно перед Троицей, семь дней после 21 июня первый четверг после полнолуния или новолуния
- Учук — Общенародное полевое моление степных чувашей. Учук считается частью верований, восходящих корнями к зороастризму. Он проводится сразу же после массовых обрядовых мероприятий симек, посвященных духам предков.

### Июль
- Акатуй — праздник завершения посевных работ.

### Август
- 3-е воскресенье августа — День города Чебоксары, столицы Чувашской Республики.

### Октябрь
- 24 октября — День принятии Декларации о государственном суверенитете Чувашской Советской Социалистической Республики.

### Декабрь
- Сурхури — это старинный чувашский праздник зимнего цикла, отмечаемый в период зимнего солнцестояния.